# 南屏瑶族乡
南屏瑶族乡是中华人民共和国广西壮族自治区防城港市上思县下辖的一个民族乡。

## 行政区划
南屏瑶族乡下辖以下村级行政区划单位：
英明村、渠坤村、巴乃村、枯叫村、米强村、江坡村、汪乐村、常隆村、乔贡村和十万山林场生活区。